# La Belle du Missouri
Pour les articles homonymes, voir Missouri.
Pour plus de détails, voir Fiche technique et Distribution.
La Belle du Missouri (The Girl from Missouri) est un film américain en noir et blanc réalisé par Jack Conway et Sam Wood (non crédité), sorti en 1934.

## Synopsis
La belle Eadie Chapman est pauvre depuis son enfance (sa mère et son sévère beau-père tiennent un minable café-dancing dans lequel elle danse). Voulant s’affranchir des soucis financiers, elle est résolue à épouser un homme riche. Accompagnée de Kitty, sa meilleure amie, elle part à la conquête de New York où elle devient choriste. Après une de ses danses, elle flirte avec le riche Frank Cousins. À son domicile, il la demande en mariage. Peu de temps après, Frank se suicide chez lui. La police soupçonne Eadie. La jeune femme veut prouver son innocence, tandis que Tom Paige lui fait la cour.

## Fiche technique
- Titre : La Belle du Missouri
- Autre titre : J'épouserai un millionnaire
- Titre original : The Girl from Missouri
- Réalisateur : Jack Conway
- Réalisateur non crédité : Sam Wood
- Scénario : Anita Loos et John Emerson
- Direction artistique : Cedric Gibbons, A. Arnold Gillespie et Edwin B. Willis
- Costumes : Adrian
- Photographie : Ray June et (non crédité) Harold Rosson
- Musique : William Axt
- Montage : Tom Held
- Producteurs : Jack Conway et Bernard H. Hyman
- Société de production et de distribution : Metro-Goldwyn-Mayer
- Genre : comédie de mœurs, comédie romantique
- Pays de production :  États-Unis
- Langue originale : anglais américain
- Format : noir et blanc — 35 mm — 1,37:1 — son : mono (Western Electric Sound System)
- Durée : 75 minutes
- Dates de sortie :
  - États-Unis : 3 août 1934
  - France: 8 février 1935

## Distribution
- Jean Harlow : Eadie Chapman
- Lionel Barrymore : T.R. Paige
- Franchot Tone : Tom R. Paige Jr.
- Lewis Stone : Frank Cousins
- Patsy Kelly : Kitty Lennihan
- Alan Mowbray : Lord Douglas
- Clara Blandick : Mlle Newberry
- Hale Hamilton : Charlie Turner
- Henry Kolker : le sénateur Ticombe
- Nat Pendleton : le maître-nageur
- Charles Williams

Acteurs non crédités
- Charles Coleman : le maître d'hôtel au banquet
- Wyndham Standing : le majordome de Turner

## Critique
À l'occasion d'une diffusion télévisée du film en 1987, Patrick Brion écrivait dans Télérama :
« Alors que certains des films de Jean Harlow contribuent soit à lui donner un rôle de composition, soit à renforcer le couple prestigieux qu'elle forme avec Clark Gable, « The Girl from Missouri » est au contraire entièrement centré sur elle. C'est elle - et elle seule - la vedette de cette brillante et délicieusement amorale chronique de mœurs qui retrace les efforts de la jeune et blonde Eadie pour séduire - et épouser - un de ces milliardaires qui hantent les rêves des « chercheurs d'or » de son espèce. Autour d'elle, une superbe galerie d'hommes, plus ou moins jeunes mais tous fortunés. Servie par un remarquable scénario d'Anita Loos et John Emerson, Jean Harlow trouve ici un de ses grands rôles et il faut l'avoir vue apparaissant soudain en sous-vêtements et appelant Lionel Barrymore « Daddy » ou arborant un fascinant maillot blanc qui semble curieusement ne pas avoir effarouché les censeurs de l'époque. Passionnant reflet d'une Amérique qui cherche à oublier la crise économique qui vient de l'ébranler, ce film rarissime permet de retrouver Jean Harlow dans toute sa splendeur. C'est une raison de plus de ne pas le manquer. »